# Брати Ґрімм

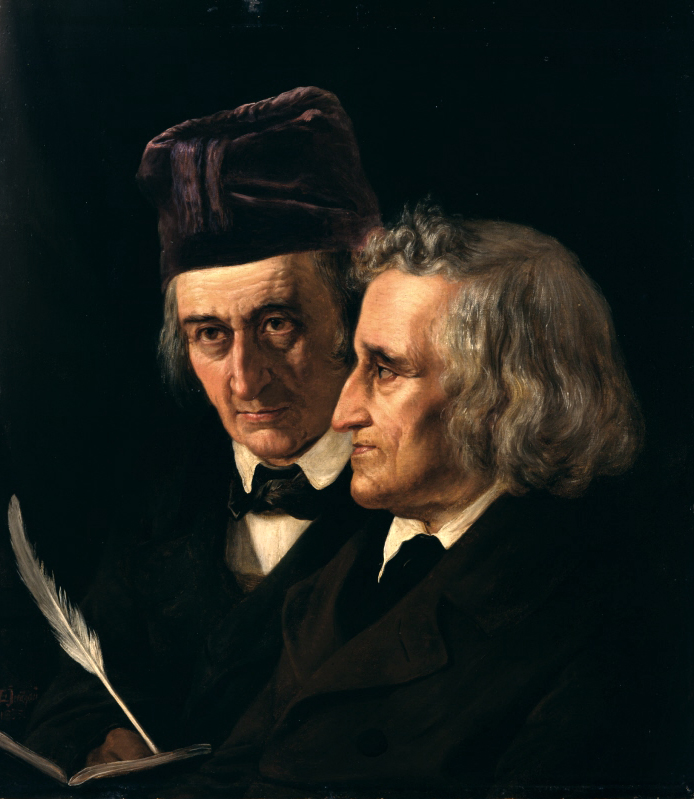
Вільгельм (ліворуч) і Якоб на картині 1855 року (художниця Елізабет Єріхау-Бауманн · Elisabeth Jerichau-Baumann

Брати Ґрімм (нім. Die Gebrüder Grimm, Якоб і Вільгельм Грімми) — німецькі науковці, представники Гейдельберзької школи, які найбільш відомі за їхніми збірками казок і працями в галузі мовознавства, що стосуються зміни звучання слів з плином часу (закон Ґріммів).
Вони є одними з найвідоміших казкарів Європи. 1812 року видали збірку «Дитячі та сімейні казки». Найвідоміші їхні казки: «Хлопчик-Мізинчик», «Білосніжка», «Спляча красуня», «Рапунцель», «Червона шапочка», «Попелюшка», «Дружба кішки і мишки», «Заєць та їжак», «Вовк і семеро козенят», «Бременські вуличні музиканти», «Шість лебедів», «Шестеро увесь світ обійдуть», «Гензель і Гретель», «Три ледарі», «Тямуща Ельза», «Кмітливий Ганс», «Семеро хоробрих», «Старезний дід та його онук», «Невдячний син», «Розумна дочка селянська».

## Життєпис
Якоб і Вільгельм Ґрімми народилися (відповідно) 4 січня 1785 року і 24 лютого 1786 року в Ганау поблизу Франкфурта (земля Гессен). У сім'ї було дев'ять дітей, лише шість з яких пережили дитинство. Вони провели своє раннє дитинство в сільській місцевості. З 1790 по 1796 рік родина Ґрімм жила неподалік від будинку магістрату Гессен, а батько працював на принца Гессена.
Однак, коли Якобу, старшому братові, було одинадцять років, їхній батько Філіп Вільгельм помер, і сім'я переїхала в тісну квартиру. Через два роки також помер їхній дідусь, залишивши їхню матір надіятися тільки на себе.
Згодом брати зацікавилися старими мовами та їх впливом на німецьку. Якоб почав спеціалізуватися в історії та структурі німецької мови. Описані ним відносини між словами стали відомі як закон Ґріммів. Брати Ґрімм зібрали величезні за обсягом дані.
Обидва брата вступили у гімназію Фрідріха в місті Кассель, а потім обидва вчилися філософії й праву в Марбурзькому університеті. Фрідріх Савіньї заснував історично-юридичну школу університету, що об'єднувала юристів, лінгвістів та істориків. Саме Савіньї збудив інтерес братів до минулого. Двадцятирічні, вони почали лінгвістичні та філологічні дослідження, які завершаться потім законом Ґріммів та збиранням і виданням народних казок. Попри те що колекції казок стали надзвичайно популярними, вони були по суті побічним продуктом лінгвістичних досліджень — головною метою братів.
У 1808 році Якоб був призначений головним бібліотекарем короля Вестфалії, а в 1812 році брати Ґрімм опублікували свої перші томи казок. Вони отримали свої розповіді від жителів сіл і з інших джерел, таких, як вже опубліковані твори з інших культур і мов (наприклад з творів Шарля Перро). Якоб відшукував казки, в той час як Вільгельм надавав їм літературного змісту.
У 1837 році брати Ґрімм, до яких приєдналися п'ять колег професорів Геттінгенського університету протестували проти скасування ліберальної конституції Ганноверської держави, до якої належало місто Геттінген. Ця група відома в Німеччині як нім. Göttinger Die Sieben (Геттінгенська сімка). Всі учасники були звільнені зі своїх посад університетів і трьох депортували, в тому числі і Якоба. Він оселився в Касселі, який не належав до Ганновера і Вільгельм приєднався до нього в будинку їх брата Людвіга. Однак, у 1840 році, обидва були запрошені в Берлін до короля Пруссії Фрідріха-Вільгельма IV, де вони й оселилися.

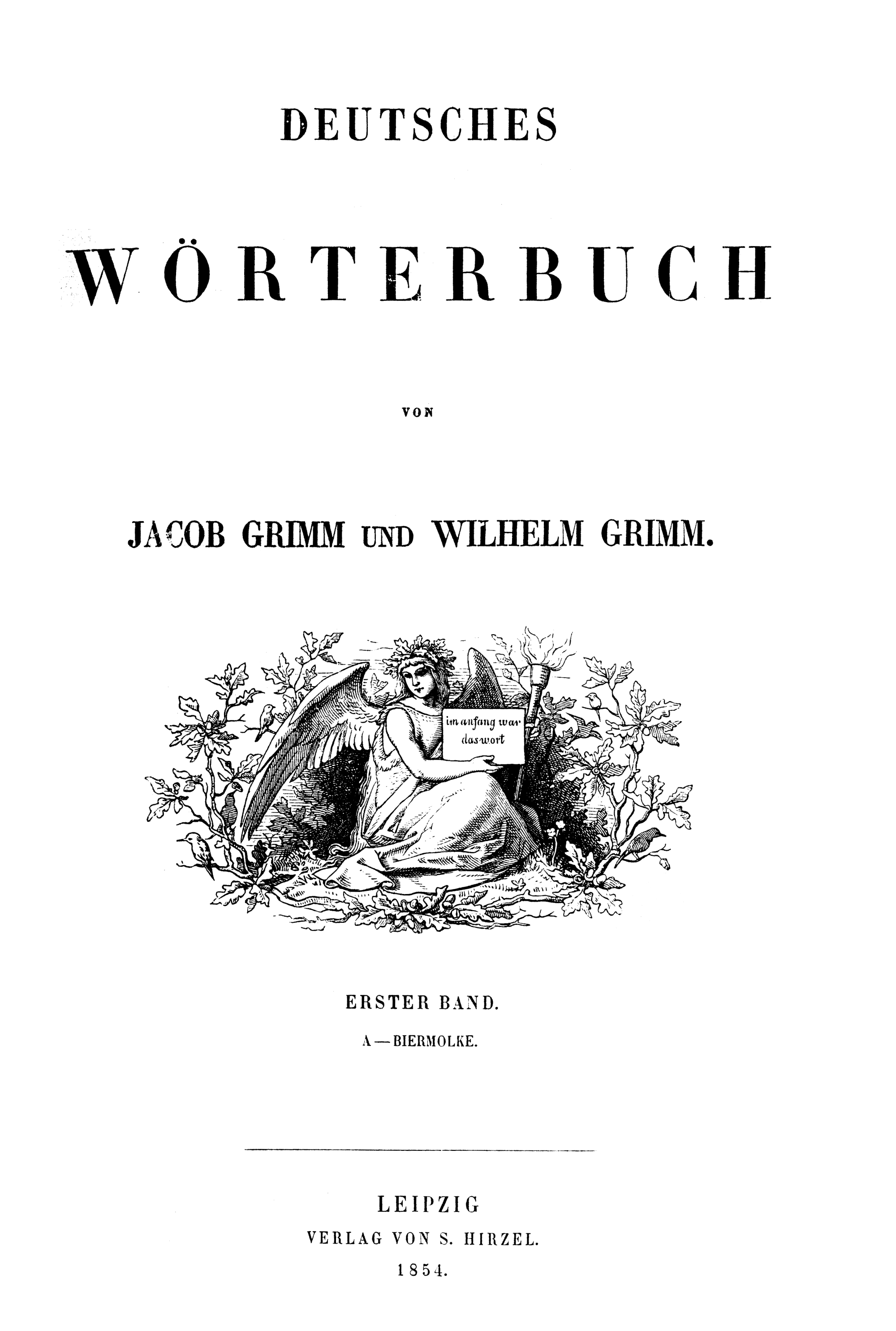
Титульна сторінка першого видання першого тому «Deutsches Wörterbuch»

В останні роки брати працювали над словником німецької мови (нім. Deutsches Worterbuch), перший том якого було опубліковано в 1854 році.
Якоб залишився холостяком до його смерті, але Вільгельм був у шлюбі з Доротею Вілд, дочкою фармацевта, від якої в 1825 році брати почули розповідь про червоний капелюшок. У них було четверо дітей.
Вільгельм помер у Берліні 16 грудня 1859 року, в той час як Яків продовжував роботу над словником і пов'язаних з ним проектами, аж до його смерті в Берліні 20 вересня 1863 року. Брати поховані на цвинтарі при церкві Св. Матвія в Берліні (район Шенеберг).

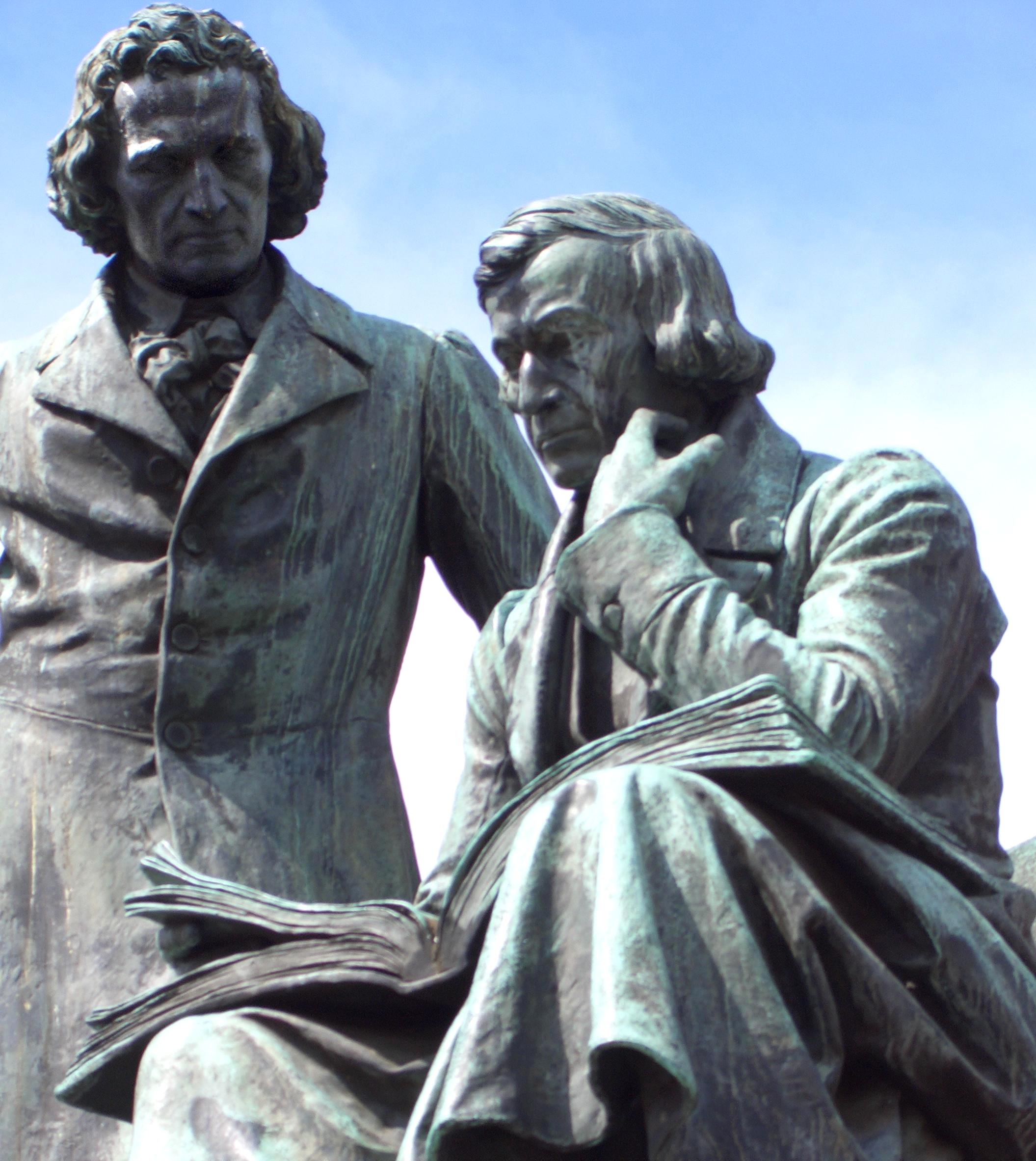
Пам'ятник братам Ґрімм у Ганау

## Казки

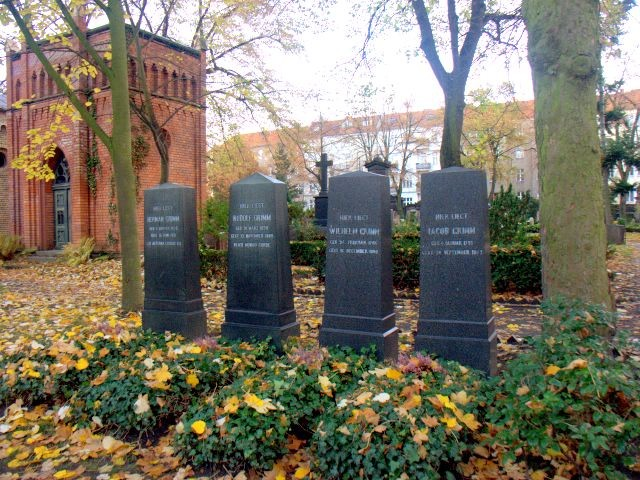
Могили братів Ґрімм на старому цвинтарі при церкві Св. Матвія в Берліні (район Шенеберг)

Брати Ґрімм почали збирати народні казки в 1807 році у відповідь на хвилю інтересу до німецького фольклору, яка постала з публікацією Ахіма Людвіга фон Арніма і Клеменса Брентано колекції народних пісень нім. Des Knaben Wunderhorn («Чарівний ріг хлопчика») у 1805—1808 роках. На відміну від попередніх публікацій, брати Ґрімм намагалися не модернізувати мову оригіналів. В 1810 році Ґрімм підготували рукопис колекції декількох десятків казок, які вони записали, запросивши казкарів у свій дім. Хоч часто вважають, що вони збирали свої казки серед селян, багато з казкарів належали до середнього класу і навіть до аристократів, які розповідали казки, почуті від своїх слуг, а деякі з казкарів були нащадками емігрантів-гугенотів і розповідали казки французького походження.
У 1812 році брати опублікували збірник з 86 німецьких казок під назвою «Дитячі й сімейні казки» нім. Kinder-und Hausmärchen. У 1814 році вони опублікували другий том з 70 казок.
Брати Ґрімм написали двотомну роботу під назвою нім. Deutsche Sagen, яка включала 585 німецьких легенд, яка була опублікована в 1816 та 1818 роках. Легенди в книжці надані в хронологічному порядку історичних подій, з якими вони були пов'язані. Регіональні легенди в книжці надані тематично для кожної казкової істоти: карликів, велетнів, чудовиськ тощо без будь-якого історичного порядку. Ця книжка легенд не була настільки ж популярна, як книжки казок.
Два томи казок Якоб і Вільгельм Ґрімм видали у 1812 і 1815 роках. Згодом книги витримали шість редакциій — казки зробили менш жорстокими, в них додали відсилання на християнські цінності, прибрали згадки про фей. У всьому світі найвідоміший варіант казок від 1857. Зокрема, в першій редакції книги принцеса Рапунцель проводить ніч з принцом в замку і вагітніє, зла королева у «Білосніжці» — це власна мати головної героїні, а голодна мама маленьких дітей в іншій казці збирається їх вбити та з'їсти.
Друге видання «Kinder-und Hausmärchen» у 1819-22 роках було розширене до 170 казок. Ще п'ять видань були опубліковані протягом життя братів, в яких деякі казки були додані або вилучені. У сьомому виданні 1857 року містяться 211 казок. Багато змін було зроблено після негативних критичних відгуків, особливо тих, хто стверджував, що не всі казки були придатні для дітей, не зважаючи на назву. Вони також критикували недосконалу німецьку мову казок.
Ці видання, з науковими нотатками, — серйозні дослідження з німецького фольклору. Брати також опублікували нім. Kleine Ausgabe (малі видання), які містять збірки з 50 казок, безпосередньо призначених для дітей (на відміну від більш формальних нім. Große Ausgabe (великих видань). Десять «малих видань» були випущені в період між 1825 і 1858 роками.
Брати Ґрімм не були першими серед тих, хто публікував колекції казок. Серед найвідоміших — французька збірка Шарля Перро 1697 року, хоч існує ряд інших, в тому числі німецька колекція Йоганна Карла Августа Музеуса, опублікована в 1782—1787 роках.

## Лінгвістика
На початку XIX століття, в якому жили брати Ґрімм, сучасної єдиної нації в Німеччині не існувало. Була конфедерація з 39-ти малого та середнього розміру німецьких держав, багато з яких було створено Наполеоном, коли він реорганізував Німеччину. Того часу основним об'єднувальним фактором для німецького народу була спільна мова. Тому частково, те що спонукало братів в їх письмових роботах і в їх житті було прагнення допомогти у створенні німецької ідентичності.
Робота над німецьким словником не дуже відома широкій громадськості за межами Німеччини. Цю 33-томну роботу й досі вважають стандартом німецької етіології. «Німецький словник», всупереч назві, — це фактично порівняльно-історичний словник усіх германських мов. Робота розпочалась у 1838 році. До кінця життя брати завершили тільки розділи від літери «А» до літери «F». Робота залишалася незавершеною до 1960 року. Остаточно завершено та надано сучасного вигляду німецькими вченими лише в 1970-ті роки.
Німецький історик К. Мюлленгоф у праці «Німецька археологія», 1892 року видання, Берлін, у розділі «Ді Гетен» застерігав німецьких істориків «не творити міфів». Він писав: «Погляди про походження гетів ми повинні перевірити…, бо ніхто так, як Ґрімм не ототожнював гетів із готами за допомогою всяких наукових штучок — підмін (міт аллен Кюнстендер Гелегерзамкаіт цу ферфехтен гезухт). Ґрімма манила велика спокуса — пов'язати міцніше історію Німеччини з античним світом, але… це — обман».

## Перший німецький пересув приголосних
Перший німецький пересув приголосних (перший зсув приголосних, закон Ґріммів, в англомовних джерелах також закон Раска-Ґрімма) — фонетично-морфологічний процес у розвитку германських мов, що полягав у зміні індоєвропейських приголосних. Вперше описаний Расмусом Раском, однак повністю сформульований і досліджений Якобом Ґріммом, чиє ім'я в підсумку й отримав. Достеменно відомо лише, що перше пересування приголосних відбувалося в загальногерманську епоху, і тому обов'язково представлено у всіх німецьких мовах, живих і мертвих. Тому справедливим є твердження — якщо в індоєвропейській мові виявлено в повній мірі наявність переходу за законом Ґріммів — мова належить до германської групи.

### Англійською
- Alister, Ian; Hauke, Christopher, ред. (1998), Contemporary Jungian Analysis, London: Routledge, ISBN 0415141664
- Michaelis-Jena, Ruth (1970), The Brothers Grimm, London: Routledge & Kegan Paul, ISBN 0710064497
- Simpson, Jacqueline; Roud, Steve (2000), A Dictionary of English Folklore, Oxford University Press, ISBN 019210019X
- Tatar, Maria (1987), The Hard Facts of the Grimms' Fairy Tales, Princeton University Press, ISBN 0-691-06722-8
- Tatar, Maria (2004), The Annotated Brothers Grimm, W.W. Norton & Co, ISBN 0-393-05848-4
- Zipes, Jack (1988), The Brothers Grimm, Routledge Kegan and Paul, ISBN 0416019110
- Zipes, Jack (1998), When Dreams Came True: Classical Fairy Tales and Their Tradition, Routledge, ISBN 0-415-92151-1
- Zipes, Jack (2002), The Brothers Grimm: From Enchanted Forests to the Modern World, Palgrave MacMillan, ISBN 0312293801
- Grimm’s Fairy Tales (англ.) Archive / tr. Patrik Jackson, 2008

### Переклади українською
- Казки братів Ґрімм. Том I. Київ-Відень 1919
- Казки братів Ґріммів. — Ляйпціг-Вецляр : Українська Накладня, 1919. — 48 с.
- Русалка й инші казки братів Ґріммів. — Ляйпціг-Відень : Українська Накладня, 1919. — 48 с.
- Казки братів Ґрімм на Читанці [Архівовано 30 квітня 2015 у Wayback Machine.]
- Казки братів Ґрімм- на порталі KidsTime
- Казки Якоба і Вільгельма Ґрімм [Архівовано 23 вересня 2020 у Wayback Machine.] (укр.) — пер. Дмитрук В. С., Лисько А. М., Коротенька О. П.
- Казки братів Ґрімм [Архівовано 30 травня 2015 у Wayback Machine.]
- Ґрімм Вільгельм, Ґрімм Якоб [Архівовано 22 листопада 2015 у Wayback Machine.] // Казки світової літератури.
- Брати Ґрімм. Казки / пер. С. Сакидона та Є. Поповича. – Донецьк: Донбас, 1993. – 207 с.
- Найкращі казки світу. Вільгельм Карл та Якоб Ґрімми, Вільгельм Гауф, Петер Крістен Асбйорнсен, Едуард Лабуле; Переклад з німецької, норвезької та французької: Микола Харченко, Микола Іванов, Ярина Джурик та Рома Попелюк. Львів: Експрес Медіа Принт, 2014. 192 стор. : іл. — (Бузок. Бібліотека українця. Золота колекція; вид. 8)[2]
- Казки Братів Ґрімм / пер. Хвись П. Г., Шаповал Д. С. // Електронна збірка казок українською мовою
- Збірка казок братів Ґрімм (укр.) / пер. Семенюк А. А., ред. Паталюк Л. Т.
- Твори братів Ґрімм у бібліотеці TOU